# Phantasy Star Online 2
Phantasy Star Online 2 (ファンタシースターオンライン2, Fantashī Sutā Onrain tsū) est un jeu vidéo de type action-RPG développé par la Sega Division 3 et édité par Sega en 2012 au Japon sur Windows pour fêter les dix ans du premier épisode de Phantasy Star Online.
Le 9 juin 2021 sort une mise-à-jour majeure du jeu, nommée New Genesis. Cette dernière, incluse au jeu de base, propose un nouveau système de jeu totalement différent. Le jeu original est toujours disponible, les deux versions étant accessibles depuis le même jeu.

## Trame

### Accroche
La flotte interstellaire "ORACLE" voyage à travers l'univers.
De nouvelles aventures attendent les joueurs sur des planètes inconnues.
L'invasion d'une existence maléfique envahit l'Espace.
Ceux qui s'y opposent ont pour nom les "ARKS".
L'univers sera-t-il sauvé,
ou envahi ?
Seuls des héros pourront sauver le futur,.

### Scénario
Une flotte connue sous le nom de Oracle poursuit son périple à travers l'espace interstellaire, voyageant entre des mondes habitables. À son bord,  4 races que sont les Humans (humains), les Newmans (aux oreilles pointues), les CAST (des androïdes) et les Dewmans (humains cornus). Dès le moment où cette flotte eu la capacité de voyager au-delà des confins de notre galaxie, une nouvelle histoire commença. 
En l'an 283 de l'ère New Light (Nouvelle Lumière), la flotte "Oracle" a déjà traversé de nombreuses galaxies et découvert des mondes innombrables.
Parmi la flotte, des groupes connus sous le nom de Arks ont été mis en place pour explorer et rechercher des planètes nouvellement découvertes. Leur but était de passer d'une planète à l'autre, aider à construire et à faire progresser les infrastructures de la civilisation.
Partant à la recherche de nouvelles aventures et opportunités, différents groupes d'Arks collaborent dans le but d'explorer les profondeurs de l'espace et voir ce que l'avenir leur réserve encore...
Le joueur prend le contrôle d'un Arks, créé par ses soins, et part à la découverte des régions inexplorées de l'espace à l'aide de compagnons. Ainsi son voyage commence...

### Quelques personnages secondaires
Le joueur est le héros de l'histoire. Mais le jeu compte un certain nombre de personnages secondaires qui enrichissent le scénario.

#### Afin
- Nom original : アフィン
- Race : Newman
- Affiliation : Ranger
- Doubleur japonais : Hiro Shimono

Afin est un newman brillant et sympathique. Il se lie rapidement d'amitié avec le héros de l'histoire dirigé par le joueur. C'est un pacifiste et il déteste le combat. Il a tout de même rejoint les ARKS pour retrouver quelqu'un.
Il a été terriblement choqué par la mort d'un camarade de classe tué par un Darker, cela témoigne d'un esprit plutôt fragile et sensible.

#### Zeno
- Nom original : ゼノ
- Race : Human
- Affiliation : Hunter
- Doubleur japonais : Ryōhei Kimura

Jeune homme sur-entraîné à l'épée. Il est un peu le héros et aussi le mentor d'Afin.

#### Echo
- Nom original : エコー
- Race : Newman
- Affiliation : Force
- Doubleur japonais : Yōko Hikasa

Une Newman cherchant toujours un peu le conflit avec ses coéquipiers. Elle ressent une certaine rivalité avec Xeno, mais son niveau est inférieur au sien. À côté, elle possède aussi un grand talent et n'essaye pas d'interférer dans la confiance que le héros de l'histoire pourrait avoir avec Xeno.

#### Lisa (Risa en Europe)
- Nom original : リサ
- Race : CAST
- Affiliation : Ranger
- Doubleur japonais : Kana Hanazawa

Une jeune CAST plutôt instable. Elle a le goût du danger et aime tourmenter ses compagnons avec des armes à feu.

## Système de jeu
Le jeu fait suite à la série Phantasy Star Online, mais le gameplay change quelque peu en reprenant des éléments venant des épisodes de la série Universe et Online, tout en ajoutant des nouveautés.
Selon les développeurs, Phantasy Star Online 2 est le début d'une nouvelle série. Le jeu se passe d'ailleurs dans un tout nouvel univers. 
On retrouve  les objets connus de la série Phantasy Star comme les Mates, ainsi que des Techniques (l'équivalent aux magies) et des disques pour apprendre diverses actions supplémentaires. On se retrouve loin de la planète Ragol présente dans Phantasy Star Online premier du nom, mais plutôt autour de plusieurs planètes séparées entre elles par plusieurs années-lumière.
Après l'écran de titre, le joueur choisit tout d'abord un serveur de jeu. Ces derniers sont séparés et portent tous un nom différent. Une fois le serveur choisit, le joueur peut créer son avatar dans un éditeur très complet. Le joueur peut ensuite se connecter au jeu et assister à l'introduction, ainsi qu'à une première mission l'aidant à se familiariser avec son environnement.
Le héros, dirigé par le joueur et créé par ses soins, commence son aventure sur un vaisseau qui se nomme Arks Ship. Il y trouve une ville contenant des magasins, des comptoirs à missions, divers personnages donnant un certain nombre de quêtes, ainsi que d'autres joueurs dirigeant leurs propres avatars. Dans cette ville, il y trouve aussi des bornes permettant d'accéder à diverses choses comme un coffre de stockage ou différents magasins créés par d'autres joueurs. Mais il y a également une borne permettant d'accéder à un système de loterie permettant de gagner de nouveaux vêtements pour son personnage, des meubles pour sa chambre ou tout simplement divers objets. Pour participer à cette loterie, le joueur doit acheter du Arks Cash (moyennant paiement). Les armes ne sont trouvables que sur le terrain et peuvent être revendues par le joueur via son magasin s'il le souhaite.
La chambre du joueur est accessible uniquement si celui-ci à acheter un ticket à l'aide de Arks Cash. Il peut la remodeler à sa guise, les options sont plutôt assez nombreuses.
À partir du niveau 10, le joueur peut créer une Alliance, l'équivalent d'une guilde dans d'autres jeux en ligne. L'avantage, c'est que les joueurs peuvent jouer en communauté, discuter entre eux via un canal commun et ont également accès à une chambre commune.

### Le système de combat
Le système de combat est des plus simples. Deux boutons de la manette permettent de faire une action comme un coup en mêlée ou pour lancer des magies, qui se nomment Technics dans le jeu. Cette configuration de la manette peut être modifiée à tout moment et le joueur peut aussi préféré jouer au clavier. Concernant les coups en mêlées, des enchaînements de coups peuvent être effectués à n'importe quel rythme. Mais si le joueur effectue ces coups dans un rythme bien précis, ceux-ci gagnent en puissance. Pour les Technics, elles peuvent être lancées continuellement, aussi longtemps que la barre des points de photon n'est pas vidée. Cette barre est visible sur le panneau du joueur directement sur l'écran de jeu et se remplie automatiquement.
Sur chacune des armes, des Photon-arts peuvent être associés. Il s'agit d'actions supplémentaires gagnées à l'aide de disques trouvés sur le terrain. Cela permet de faire des enchaînements personnalisés mais consomment un certain nombre de PP (points de photons). Il y a aussi une possibilité de sauter et donc de faire n'importe quelle attaque en sautant.
Un système d'esquive a été mis en place. Comme les ennemis peuvent utiliser des éléments du décor pour les lancer sur les joueurs, ces derniers peuvent les esquiver en glissant sur le côté, en roulant ou encore en se téléportant, tout dépend de la classe choisie.
Chaque joueur peut atteindre le niveau maximal de 80. Mais ce cap sera en perpétuelle évolution au cours des mises à jour du jeu. Ce niveau concerne uniquement la classe choisie par le joueur. Mais il y a également des classes supérieures. Le joueur peut changer de type de classe quand il le souhaite.
Il y a en tout neuf classes, dont trois dites 'supérieures' qui ne peuvent être choisies que depuis le comptoir des classes, trois classes hybride et une classe avancée : 
- Hunter - Le Hunter est une classe basée sur les coups au corps à corps et sur la défense, capable d'utiliser épées, « partizans » (des sortes de hallebarde) et des "wired-lances" (des grapins dotés de lames).
- Fighter - Le Fighter est la classe supérieure équivalente au Hunter mais en étant spécialisé sur les dégâts lourds, ils utilisent des dagues, double-sabres et armes de pugilats.
- Ranger - Le Ranger est une classe basée sur les dégâts à distance et la précision, capable d'utiliser des fusils d'assaut et des « launchers » (semblable à des lance-roquettes).
- Gunner - Le Gunner est la classe supérieure équivalente au Ranger mais spécialisé sur les dégâts 'rapides' à distances en utilisant des fusils d'assaut et des double-mitrailleuses.
- Force - Le Force est une classe basée sur les dégâts dits « magiques », le soutien et le soin, en utilisant une palette de sorts (les Technics, ou les Techs), en se servant de bâtons de magie et de « talis ».
- Techer - Le Techer est la classe supérieure équivalente au Force mais plus basée sur les dégâts magiques. Ils peuvent utiliser des baguettes magiques et des talis.
- Braver - Le Braver est une classe hybride mêlant dégât de mêlée et dégâts à distance. Ils utilisent des katanas pour éliminer avec rapidité leurs adversaires et des arcs.
- Bouncer - Le Bouncer est une classe hybride mêlant dégâts de mêlée et dégâts magiques, pour cela ils utilisent des lames doubles et des « jet boots » (des bottes qui permettent de se 'propulser' vers les adversaires pour les lacérer des coups à la fois magiques et au corps à corps).
- Summoner  - Le Summoner est une classe hybride mêlant dégâts magiques et dégâts à distance, en contrôlant diverses créatures pour combattre 'à votre place', en utilisant des takts (une sorte de baguette de chef d'orchestre).
- Hero - Le Hero est la première classe dite avancée du jeu, pour le débloquer il faut avoir une classe de chaque catégorie (Mêlée, Distance et Tech -Magie-) au niveau 75. Cette classe mélange mêlée, distance et magie en faisant des combos en 'changeant' de catégorie d'armes entre l'épée, les double-mitrailleuses et le talis.

Pour chaque classe, il y a un arbre à talent. À chaque niveau gagné, un point talent est reçu. L'ensemble de ces points peuvent être distribués dans l'arbre afin de gagner des techniques ou des bonus supplémentaires.
Tout au long du jeu, le personnage est accompagné d’un Mag, un petit robot flottant qui est nourri pour augmenter ses aptitudes au combat et qui peut lancer des attaques dévastatrices sur les ennemis. Il peut également servir de support pour effectuer des sorts de soins. Cela dépend de quelle façon il a été évolué.

### Les serveurs de jeu
Comme dit plus haut, ces serveurs sont séparés et portent tous un nom différent. Une fois un personnage créé sur un de ces serveurs, il ne peut pas se rendre sur un autre.
| Nom des serveurs de la version japonaise reprenant des noms de runes, |                                     |
| 1:Feoh (richesse, possession)                                         | 6:Ken (feu, puissance)              |
| 2:Ur (force, santé)                                                   | 7:Gifu (cadeau, bonne fortune)      |
| 3:Thorn (obstacle, tempête)                                           | 8:Wynn (joie, bonne fortune)        |
| 4:Ansur (vérité, sagesse)                                             | 9:Hagal (dommage, dégât)            |
| 5:Laguz (eau)                                                         | 10:Nauthiz (obligation, contrainte) |

### Les zones de combat
Il est possible de jouer dans plusieurs zones différentes sur diverses planètes de cet univers. Le nombre de zone étant en perpétuelle extension, il n'est pas encore possible de connaître leur nombre exact. Pour y accéder, le joueur doit se rendre à un comptoir à mission et lancer une quête. Soit en zone libre, soit en quête. Il peut aussi rejoindre une partie en cours ou n'accepter dans son groupe que des membres de sa Team. Il peut bien sûr inscrire un groupe déjà composé.
Les zones sont divisées en blocs. Le troisième étant souvent l’arène d'un ennemi plus fort que la moyenne. Les blocs sont divisés en deux catégories, les blocs en solo et les blocs en multi-parties. Cela signifie qu'il peut y avoir plus d'un groupe de joueurs par bloc suivant quelle est la catégorie. Il peut y avoir jusqu'à 12 joueurs sur une même carte et autant de groupes que cela est possible (soit trois groupes de quatre joueurs ou quatre groupes de trois joueurs et ainsi de suite).
Des points d'expérience sont donnés pour chaque monstre tué. Au bout d'un certain nombre de points d'expérience, le personnage passe au niveau supérieur et obtient ainsi plus de force, de vie, de défense, d'esquive, de force magique et de précision.
De temps en temps au cours d'une session de jeu, il peut y avoir aussi des quêtes dites prioritaires. Celles-ci ne sont pas accessibles en permanence. Il y a par exemple la protection d'une ville ou bien alors le combat (avec douze joueurs) contre un ennemi redoutable.
Souvent même sur le terrain, il arrive d'avoir des évènements appelés "Emergency Code". Ceux-ci peuvent concerner l'arrivée d'un boss (donc bien avant la fin du niveau, mais en pleine zone de terrain), ou alors la protection d'un personnage joueur ou non, ou encore d’échapper à un ennemi ou tout simplement de récolter divers objets sur le sol.

#### Les différentes planètes
Il existe actuellement 7 mondes dans lequel nos héros voyagent afin d'éliminer les Darkers :
Planète Naberius
Il s'agit d'une planète forestière peuplée d'animaux en tout genre. Il existe trois zones de combats : la Forêt, la Toundra et les Ruines.
Planète Amduskia
Il s'agit d'une planète volcanique et parsemée d'iles volantes, peuplés de dragonkins (des dragons plus ou moins humanoïdes). Il existe trois zones de combats : les Cavernes volcaniques, le Continent flotant et le Sanctuaire.
Planète Lilipa
Il s'agit d'une planète désertique ayant de nombreuses activités minières. Elle est peuplée de Lilipa et de nombreux robots. Il existe là aussi trois zones de combats : le Désert, les Tunnels souterrains et la Mine abandonnée.
Planète Vopal
Il s'agit d'une planète océanique. Là aussi il existe trois zones de combats : la Plage (ou Zone côtière), la Structure flottante (qui semble être      des ruines à la surface de l'eau) et les Abysses.
Planète Harkotan
Il s'agit d'une planète reflétant le Japon traditionnel, séparée en deux patries : Shirokotan et Kurokotan. Ici il existe uniquement deux zones de combats : Shironia et Kuron.
Planète Terre
Il s'agit de notre planète en l'an 2028, envahie par des créatures 'phantômes' et par les ESC-A darkers. Ici aussi deux zones de combats uniquement : Tokyo et Las Vegas.
Omega
Il s'agit d'un monde médiéval déchiré par la guerre, situé dans le trou noir Omega. Il s'agit d'un monde dérivé des mémoires Akashiques. Ainsi nos héros retrouveront d'anciens ennemis comme des personnages des autres opus de la série. Nous ne savons pas plus des zones de combat qui seront disponibles actuellement.
Il y a également d'autres environnements qui se déroulent ailleurs que sur ces planètes. Il y a par exemple une zone se déroulant dans un simulateur d'entraînement (appelée Extreme quest). Il existe également la Zone urbaine, accessible uniquement via une 'Advanced quest', une 'Urgent quest' ou bien en mode histoire. Un endroit appelé "zone parallèle" peut également apparaître en cours de mission, celle-ci ressemble à une cité en ruine envahie par la végétation. Enfin, les joueurs peuvent se faire enlever par les Falspawn, les ennemis du jeu, dans une zone appelée "l'Antre des Falspawn".

## Développement
L'annonce de la sortie future de Phantasy Star Online 2 (PSO2) a été faite le 16 septembre 2010 lors du Tokyo Game Show par le producteur Satoshi Sakai. Le développement aurait commencé en 2008. Le jeu fait partie d'un projet appelé PSO 10th anniversary qui comprend également le titre Phantasy Star Portable 2 Infinity sorti en début d'année 2011 au Japon. Concernant PSO2, Satoshi Sakai annonçait le 7 février 2011 une phase de test avec la version alpha du jeu pour l'été de la même année, dont les joueurs étaient tirés au sort. Le producteur tenant à ce que les joueurs participent activement au projet. 
Le jeu était au départ prévu pour sortir fin 2011, mais à la suite de cette phase de test du mois d'août 2011, il a été décidé de repousser la sortie du jeu à fin 2012, comme annoncé sur le site officiel de PSO2. Il y est précisé que c'est dans le but d'offrir aux joueurs la meilleure expérience de jeu possible et de prendre en compte absolument toutes les remarques adressées lors de l'alpha-test, le développement prend donc plus de temps que prévu. Aucune date de sortie précise n'est mentionnée à ce moment-là. Le gameplay a été corrigé à la suite de certaines remarques des testeurs et beaucoup de choses ont été revues.
Un fan briefing a eu lieu le 24 décembre 2011 lors de la PC Game Festa à Akihabara (Tokyo). Hideaki Kobayashi, le compositeur de ce jeu et de la série Phantasy Star Online, a été présenté au public avec ses travaux. L'introduction du jeu en version complète a été également montrée ce même jour. Kimura Hiroya, le réalisateur, y a présenté les nouveautés ajoutées depuis la phase alpha et qui seront présentes lors d'une seconde phase alpha,.
Une nouvelle phase de test alpha a bien eu lieu pour les résidents japonais, le 27 et 28 janvier, ainsi que le 1er et 3 février 2012. La place a été laissée à 50000 testeurs tirés au sort,.
Le 9 mars 2012, au cours de la conférence PS Vita Game Tengoku, le producteur a annoncé le portage du jeu sur la nouvelle portable de Sony, la PS Vita. Ce portage est prévu au Japon pour 2013. Avec déjà en prévision un système permettant de jouer avec son personnage sur les supports PC et Vita, avec en plus de nombreuses interactions.
Le 26 mars 2012, lors d'une seconde conférence de presse, il a été annoncé que le jeu sortirait sur iOS/Android (mais uniquement pour les fonctions interactives, comme vérifier l'état de son magasin ou lire ses messages privés). Il a été annoncé ce même jour que le jeu serait Free-to-play (gratuit). Une phase bêta est annoncée pour fin avril.
Le 30 mars 2012, le contenu de la bêta a été présenté, avec plusieurs nouveautés, tout particulièrement à propos de la zone d'accueil des joueurs. Une refonte complète a été faite pour la zone des magasins et des comptoirs à mission. Le jeu étant Free to play, des services payants pourront être testés (sans que les testeurs y dépensent leur argent). Ces services concernent surtout des éléments du décor pour la chambre du joueur.  D'autres éléments de gameplay ont été mis en place, comme le fait d'inviter un ami comme personnage non-joueur dans une partie en cours. Le 4 avril 2012, un élément important du gameplay a été révélé et a été lui aussi introduit dès la bêta, c'est le Matter Board, une espèce de tablette en forme d'échiquier remis par un personnage de l'histoire. Contrairement aux précédents épisodes de la série, l'histoire fait partie intégrante des missions ou quêtes données, des cinématiques arrivant en cours de mission aléatoirement. En découvrant certains évènements ou en ramassant certains objets, les joueurs complètent le Matter Board et avancent dans le scénario du jeu.
Une phase bêta à téléchargement restreint a eu lieu du 19 au 28 avril 2012, afin de tester la stabilité des serveurs. Comme ces derniers ne se sont pas révélés stables dans les premiers jours, ces tests ont été prolongés jusqu'au 30 avril 2012. Cette phase de test a été assez populaire avec 147 000 téléchargements du client de jeu, 131 000 joueurs (une moyenne de 63 000 connexions par jour) et un total de 23 500 connexions simultanées (record atteint le 21 avril).
Les informations concernant les services payants ont été révélées le 8 juin 2012. Ces derniers ont été corrigés à plusieurs reprises en raison d'une loi au Japon qui interdit de pousser les joueurs à dépenser « trop d'argent ». Ainsi de nombreux services qui étaient prévus payants au départ ne l'étaient désormais plus.
La phase finale « ouverte » (téléchargement libre) a démarré le 21 juin 2012 et a lieu jusqu'à l'arrivée de la sortie officielle du jeu. Cette dernière est annoncée pour mi-juillet 2012, sauf si la phase de test est prolongée.
Finalement, le jeu sort officiellement au Japon le mercredi 4 juillet 2012 en téléchargement. Une version boîte est prévue également pour le 13 septembre 2012, au Japon toujours. Après quelques jours de la mise en service du jeu, une annonce a finalement été faite pour la sortie européenne et nord-américaine du jeu pour le printemps 2013 sur PC, accompagné d'un nouveau site officiel. Le 28 février 2013 sort la version PlayStation Vita, qui fermera le 16 septembre 2020, le 20 avril 2016 la version PlayStation 4 et le 4 avril 2018 la version Nintendo Switch, uniquement jouable en cloud gaming. Le jeu ne sortira qu'au printemps 2020 en Amérique du Nord et le 5 août 2020 en Europe sur PC et Xbox One. La version globale n'est disponible que sur Windows 10, via Microsoft Store, Steam et Epic Games Store. Néanmoins, SEGA reste confiant à l'idée d'une sortie occidentale des versions PlayStation 4 et Nintendo Switch.
Une version mobile nommée Pso2es a vu le jour au Japon. Elle se connecte au compte SEGA ID du joueur pour récupérer sa progression et permettre d'augmenter le niveau de ses personnages via le jeu mobile. Uniquement sur la version japonaise, un PNJ a été rajouté à gauche de la Gate Area (hub du jeu) pour récupérer certains objets du jeu mobile vers la version PC.
Des versions physiques sont également disponibles sur PC, PlayStation Vita et PlayStation 4. Ces dernières permettent d'obtenir différents bonus via un code qui se rentre dans le jeu, mais aussi de lancer le jeu via un disque/cartouche plutôt que via un téléchargement.
La sortie du jeu sur le Microsoft Store a fait grand bruit, car le jeu se supprimait tout seul et le téléchargement ne fonctionnait pas. Les joueurs sont donc passés par PSO2 Tweaker, un launcher fait par des fans pour télécharger le jeu sans problème. Ce launcher était également connu pour permettre de patcher la version japonaise du jeu en anglais sur PC. La sortie sur Steam et Epic Games Store a reglé ces soucis. Aujourd'hui, les 3 versions s'installent sans problème. 